# Saint-Léon (Lot-et-Garonne)
Saint-Léon (okzitanisch Sent Lèu) ist eine französische Gemeinde mit 326 Einwohnern (Stand 1. Januar 2022) im Département Lot-et-Garonne in der Region Nouvelle-Aquitaine (vor 2016 Aquitaine). Sie gehört zum Arrondissement Nérac und zum Kanton Lavardac. Die Einwohner werden Saint-Léonnais genannt.

## Geografie
Die Gemeinde Saint-Léon liegt zwischen dem Garonnetal im Osten und den Landes de Gascogne im Westen, etwa 33 Kilometer westnordwestlich von Agen. Umgeben wird Saint-Léon von den Nachbargemeinden Villefranche-du-Queyran im Westen und Norden, Puch-d’Agenais im Norden und Nordosten, Damazan im Osten und Süden sowie Caubeyres im Süden und Südwesten.

## Bevölkerungsentwicklung
| Jahr                       | 1962 | 1968 | 1975 | 1982 | 1990 | 1999 | 2006 | 2012 | 2022 |
| Einwohner                  | 247  | 228  | 200  | 213  | 225  | 258  | 289  | 308  | 326  |
| Quellen: Cassini und INSEE |      |      |      |      |      |      |      |      |      |

## Sehenswürdigkeiten
- Kirche Saint-Barthélemy aus dem 12. Jahrhundert, Gründung des Tempelritterordens

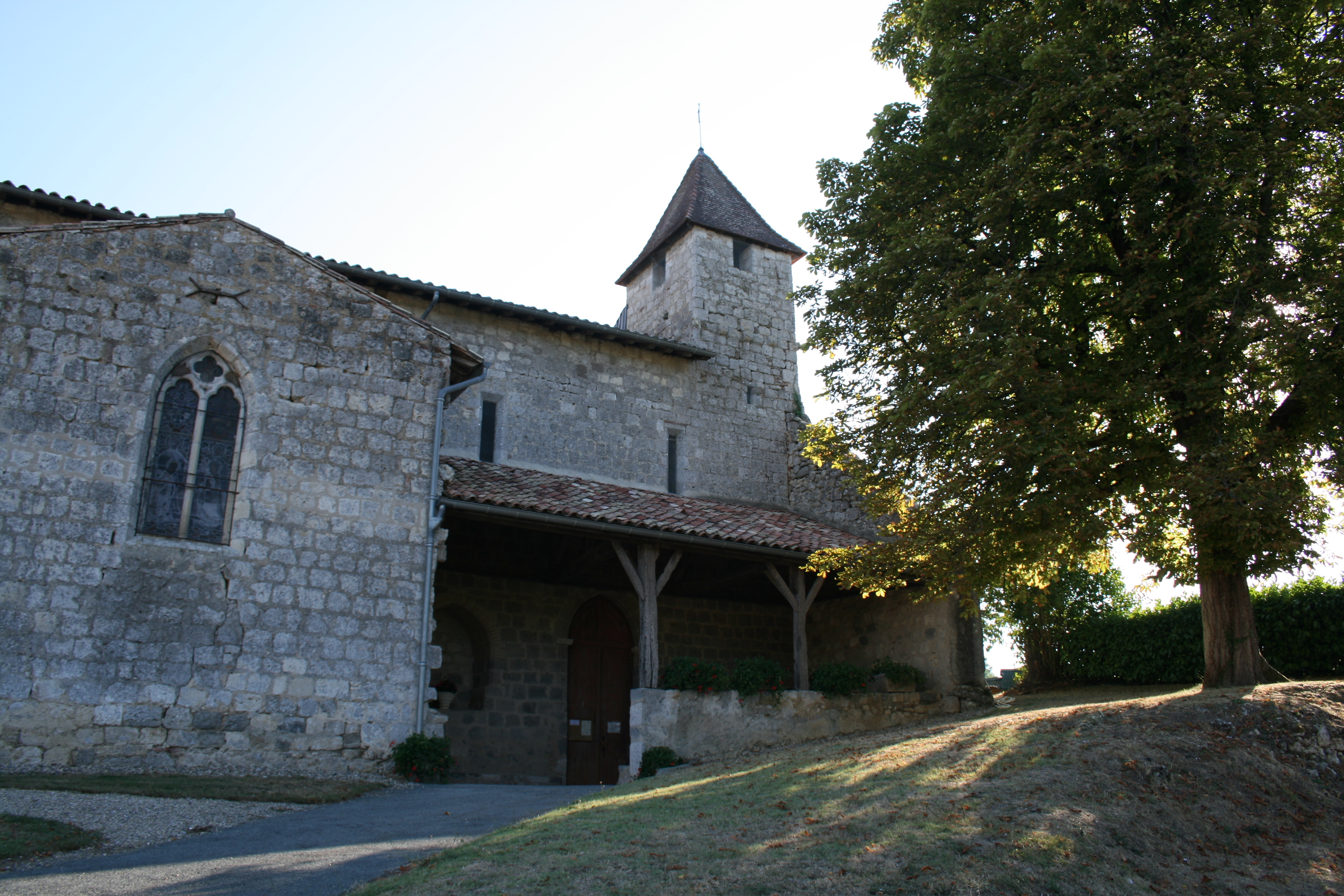
Kirche Saint-Barthélemy

- Schloss Toursac